# Lijst van premiers van Groenland
Dit is een lijst van premiers van Groenland met deze titel of de voorgangers hiervan.

## Voorzitters van deLandsråd(1967-1979)
| Voorzitter    | Ambtstermijn | Partij  |
| ------------- | ------------ | ------- |
| Erling Høegh  | 1967 - 1971  |         |
| Lars Chemnitz | 1971 - 1979  | Atassut |

## Premiers (Landsstyreformanden/Naalakkersuisut siulittaasuat) (1979-heden)
| Premier | Premier                        | Ambtstermijn | Partij            |
| ------- | ------------------------------ | ------------ | ----------------- |
|         | Jonathan Motzfeldt (1938-2010) | 1979 - 1991  | Siumut            |
|         | Lars Emil Johansen (1946)      | 1991 - 1997  | Atassut           |
|         | Jonathan Motzfeldt (1938-2010) | 1997 - 2002  | Siumut            |
|         | Hans Enoksen (1956)            | 2002 - 2009  | Siumut            |
|         | Kuupik Kleist (1958)           | 2009 - 2013  | Inuit Ataqatigiit |
|         | Aleqa Hammond (1965)           | 2013 - 2014  | Siumut            |
|         | Kim Kielsen (1966)             | 2014 - 2021  | Siumut            |
|         | Múte Bourup Egede (1987)       | 2021 - 2025  | Inuit Ataqatigiit |
|         | Jens-Frederik Nielsen (1991)   | 2025 - heden | Demokraatit       |